# Nicole Robinet de La Serve
Pour les articles homonymes, voir Robinet de La Serve.
Jean-Pierre-François Nicole Robinet de La Serve est un journaliste, avocat puis homme politique français né le 10 avril 1791 à Sainte-Suzanne dans l'île Bourbon (aujourd'hui La Réunion), et mort le 20 décembre 1842 dans cette même île, à Salazie.

## Biographie
Nicole Robinet de La Serve est l'arrière-arrière-petit-fils d'une Malgache, Anne Mousse.
Venu à Paris à la suite de la capture de sa colonie natale par les Britanniques pendant les Guerres napoléoniennes, qui l'ont vu combattre aussi bien dans l'océan Indien qu'à la défense de la capitale, il s'installe rue des Saints-Pères dans l'hôtel particulier d'Alexandre Chevassut, lointain parent dont il épouse la fille et qui le fait entrer au Constitutionnel. En 1815, il part, en délégation, à la rencontre de Napoléon afin de lui demander de réunion les français, sans succès.
Désormais au contact de personnages comme Benjamin Constant et Jacques-Antoine Manuel, qu'il rencontre au journal et dans la villa des Chevassut sise dans la vallée de Montmorency, il s'affirme rapidement comme un opposant à la Restauration, dont il analyse et critique les dérives dans son essai De la Royauté, paru en 1819. Mais il finit par attirer les suspicions dans le cadre d'une affaire parallèle à celle des quatre sergents de La Rochelle, s'étant frotté au carbonarisme. Poursuivi en justice, il rentre sur son île en 1825, où sa mère est mourante. Il devient l'un des principaux animateurs du mouvement franc-créole, dont il est l'initiateur. En opposition permanente avec le gouverneur Étienne-Henri Mengin du Val d'Ailly, il obtient des autorités la création du conseil colonial de Bourbon, une assemblée élue. Mais son argumentation en faveur de l'abolition de l'esclavage le coupe de ses anciens partisans.
Élu conseiller général de Saint-André et de Sainte-Suzanne, il œuvre pour le développement de Salazie. Il s'associe à Xavier Bellier Montrose et Marie Marguerite Pignolet pour fonder une usine de production sucrière à Bois-Rouge qui fera faillite vers 1820.
Il meurt retiré du monde à Salazie le 20 décembre 1842 peu de jours après la mort de sa fille.
Nicole Robinet de La Serve est le père d'Alexandre Robinet de La Serve, député et sénateur de La Réunion.

## Œuvre
- De la royauté, Baudouin Frères, 1819
- Mémoire sur cette question : La loi du 9 avril 1790 a-t-elle été abrogée à l'île Bourbon ? par un ancien membre de l'Assemblée coloniale  (L'adresse, raturée, est remplacée par cette mention manuscrite : "presse clandestine de Bourbon"), Île Maurice, 1831 (BNF 30745747, lire en ligne)
- Un mot en courant sur la circulaire de M. le directeur de l'intérieur, et l'article A. L. de la feuille hebdomadaire du 8 février  (Par N. R. de Laserve, d'après une note manuscrite), impr. de Salazes (BNF 30745748, lire en ligne)

## Postérité
D'après Thérèse Troude, Nicole Robinet de La Serve apparaît dans Le Journal de Marguerite de Victorine Monniot sous les traits du personnage d'Adrien de la Caze, qui accueille l'héroïne Marguerite Guyon chez lui au Champ-Borne pendant le séjour forcé de celle-ci à Bourbon. Ce personnage emprunte néanmoins certains traits à d'autres figures historiques, notamment Adrien Bellier.
En outre, Auguste Lacaussade, qui le fréquente dans sa jeunesse peu avant sa mort, lui dédie l'un de ses poèmes du recueil Poèmes et paysages.
En 2020, le professeur de Philosophie, Thierry Laude, s'adresse à travers une lettre ouverte au Président Macron afin qu'une statue soit érigée en sa mémoire.